# РизълтсСиЕкс България
„РизълтсСиЕкс България“ ЕАД е българско предприятие за аутсорсинг на бизнес процеси със седалище в София. То е част от британската група „РизълтсСиЕкс“, контролирана към септември 2024 година от живеещия в Индия Раджеш Субраманиам и живеещия във Великобритания Сидхарт Парашар.
Предприятието е основано под името „Сиксти Кей“ през 2008 година от британеца Джонатан Гладуиш, който през 2022 година го продава на „РизълтсСиЕкс“. То оперира два колцентъра – в София и в Пловдив – които обслужват главно клиенти от Западна Европа, Съединените щати и България. През 2021 година има стойност на продажбите от 42 милиона лева и около 1264 служители.